# 27870 Jillwatson
27870 Jillwatson è un asteroide della fascia principale. Scoperto nel 1995, presenta un'orbita caratterizzata da un semiasse maggiore pari a 2,3751559 UA e da un'eccentricità di 0,1675450, inclinata di 3,18717° rispetto all'eclittica.